# Dragon Ball Z - I tre Super Saiyan
Dragon Ball Z - I tre Super Saiyan (ドラゴンボールZ 極限バトル!!三大超サイヤ人?, Doragon Bōru Z - Kyokugen batoru!! San dai Sūpā Saiyajin, lett. "Dragon Ball Z - Battaglia all'estremo limite!! I tre grandi Super Saiyan") è un film d'animazione del 1992 diretto da Kazuhito Kikuchi.
Si tratta del 7° film di Dragon Ball Z, che vede i cyborg C-13, C-14 e C-15 nei panni degli antagonisti.

## Trama

Il principale antagonista del film, Super C-13.

I guerrieri sono in un moderno centro commerciale insieme a Chichi. Tra una compera ed un'altra, decidono di fare uno spuntino per pranzo. Proprio lì, nel ristorante, arrivano due strani e loschi individui. Si tratta dei robot C-14 e C-15, creati dal computer del Dr. Gelo. Sono stati programmati con un unico obiettivo: uccidere Son Goku e chiunque altro tenti di intralciarli. Subito, i due attaccano con violenza uccidendo un gran numero di innocenti e causando gravi danni alla città. Così, Goku, Trunks, Crilin e Son Gohan si spostano, seguiti dai cyborg, al polo nord dove non causeranno grandi danni e non uccideranno umani. I combattimenti sono lunghi ed estenuanti e raggiunge il posto un altro androide, C-13, un nuovo potentissimo cyborg. Vengono in aiuto anche Vegeta e Piccolo, cosicché Goku, Trunks e lo stesso Vegeta possano raggiungere la trasformazione in Super Saiyan. I Saiyan riescono a sconfiggere C-14 e C-15, ma C-13 assorbe i componenti metallici dei suoi compagni e si trasforma in Super C-13, un cyborg dalla forza spropositata. Il nuovo avversario è così potente da sconfiggere in pochi secondi tutti i guerrieri senza che questi riescano nemmeno a scalfirlo. Goku, allora, in un ultimo disperato tentativo, tenta di fare una Genkidama ancora trasformato in Super Saiyan. Nello stato in cui è, però, non la può controllare perché la sua mente e il suo cuore non sono puri e allora l'assorbe in sé per poi concentrarla tutta in un pugno sconfiggendo, così, il nemico e ristabilendo la pace sulla Terra.

## Nuovi personaggi
C-13 (人造人間１３号?, Jinzōningen jū san)
Un cyborg creato dal computer del Dottor Gelo, dopo che quest'ultimo fu eliminato da C-17. Ha un aspetto muscoloso, i capelli bianchi, e indossa un cappello del Red Ribbon e un gilet verde. Al contrario di C-14 e C-15, C-13 è il cyborg che ha più somiglianze ad un essere umano. Intende realizzare il sogno del suo creatore di uccidere Goku. Per questo motivo assorbe i suoi compagni deceduti, C-14 e C-15, e si trasforma in Super C-13: un gigante dalla pelle blu e argentea, ancora più muscoloso e potente, e i suoi capelli, da bianchi, diventano arancioni e si drizzano in testa come quelli di un Super Saiyan. Viene infine sconfitto da Goku Super Saiyan, che convoglia l'energia di una Genkidama in un potentissimo pugno, che distrugge il cyborg. La sua tecnica principale è chiamata SS Deadly Bomber e consiste nel creare una sfera d'energia rossa che segue il suo obiettivo finché non riesce a raggiungerlo e ad ucciderlo. A detta dello stesso C-13, la tecnica può distruggere metà pianeta.
C-14 (人造人間１４号?, Jinzōningen Jū Yon-Gō)
Un cyborg dal volto inespressivo e che parla pochissimo: in tutto il film dice solo due parole, quando insieme a C-15 individua Goku in un supermercato, ovvero "localizzato Goku". Può lanciare una lama di energia che usa per tagliare in due un'auto della polizia. È molto "duro", in quanto riesce a fermare la spada di Trunks con due dita. Dopo l'arrivo di Vegeta rimane da solo a combattere contro Trunks tenendogli testa, ma quando questi si trasforma in Super Saiyan viene sconfitto finendo tagliato in due pezzi con la spada del Saiyan ed esplode. Le sue cellule di energia e la sua memoria (sotto forma di scheda) vengono assorbite da C-13 per diventare Super C-13 per sconfiggere i Super Saiyan.
C-15 (人造人間１５号?, Jinzōningen Jūgo Gō)
Un omino viola con un grosso cappello in testa, un paio di occhiali da sole, dei jeans e un abito giallo. Lo si vede spesso bere anche durante un combattimento. Insieme a C-14 va in cerca di Goku con l'obiettivo di eliminarlo. Si scontra con Vegeta riuscendo a tenergli testa, ma quando questi si trasforma in Super Saiyan viene sconfitto; il cyborg esplode poi in seguito a un pugno scagliato dal Saiyan. C-15 sembra essere più forte del suo compagno C-14 visto che è in grado di competere con Vegeta, un avversario decisamente superiore a Trunks. Le sue cellule di energia e la sua memoria (sotto forma di scheda) vengono assorbite da C-13 per diventare Super C-13 per sconfiggere i Super Saiyan.

## Distribuzione

### Edizione italiana
Il primo doppiaggio italiano del film, usato per l'uscita in VHS e per la trasmissione TV su Rai 2 nel 2001, fu eseguito dalla Coop. Eddy Cortese di Roma e diretto da Fabrizio Mazzotta, con un cast differente da quello della serie TV. La terminologia venne mantenuta fedele alla versione italiana del manga.
Il film fu ridoppiato nel 2003 dal cast italiano di Dragon Ball Z per la trasmissione in due episodi (intitolati "La vendetta del dottor Gelo" e "Dura lotta tra i ghiacci") su Italia 1 nella serie Dragon Ball: La saga. Il ridoppiaggio fu effettuato dalla Merak Film di Milano e diretto da Paolo Torrisi su dialoghi di Manuela Scaglione e Tullia Piredda in buona parte trascritti da quelli del primo doppiaggio. Tuttavia ci sono varie differenze in questo adattamento rispetto al precedente. Tra le principali: 
- la terminologia venne cambiata utilizzando quella dell'adattamento italiano della serie TV;
- alcuni dialoghi vennero modificati per mitigare insulti e termini inadatti a un pubblico infantile;
- la scena del prologo in cui C-17 uccide il dottor Gelo è stata parzialmente tagliata per la distribuzione in DVD, ma trasmessa integralmente su Italia 1;
- vennero aggiunti "pensieri" di pura fantasia in scene dove i personaggi non parlano;

Il ridoppiaggio è stato poi utilizzato per le successive trasmissioni TV e per l'uscita in DVD.

### Edizioni home video
L'edizione VHS del film fu prodotta da Dynamic Italia e distribuita da Terminal Video Italia nel 1997. La VHS conteneva il film con il primo doppiaggio.
L'edizione DVD fu prodotta da Dynit, nuova incarnazione della Dynamic Italia. Il 2 settembre 2006 fu distribuita in edicola da De Agostini, mentre la distribuzione sul mercato avvenne l'11 aprile 2007 a opera della Terminal Video Italia. Mentre il master video è un semplice riversamento dalla precedente VHS, l'audio è disponibile in italiano in Dolby Digital 5.1 e in giapponese in 2.0. Poiché la versione italiana del film fu concessa da RTI, il DVD contiene esclusivamente il ridoppiaggio. Sono inclusi inoltre i sottotitoli in italiano e, come extra, landscapes e schede sui personaggi.